# May J.
May Hashimoto (橋本芽生), plus connue sous le nom de May J., née le 20 juin 1988 à Tokyo au Japon, est une chanteuse irano-japonaise.

## Discographie

### Singles
1. 20 décembre 2006 – HERE WE GO feat. VERBAL (m-flo)
2. 30 mai 2007 – Dear…
3. 21 novembre 2007 – DO tha' DO tha'
4. 9 juin 2010 – Shiny Sky
5. 10 octobre 2012 – Rewind
6. 3 septembre 2014 – Hontō no Koi (本当の恋?)
7. 25 février 2015 – ReBirth

### Mini-albums
1. 12 juillet 2006 – ALL MY GIRLS
2. 24 novembre 2010 – Believin'…
3. 23 octobre 2013 – Love Ballad

### Albums
1. 5 décembre 2007 – Baby Girl
2. 27 mai 2009 – FAMILY
3. 17 février 2010 – for you
4. 26 janvier 2011 – Colors
5. 25 janvier 2012 – SECRET DIARY
6. 5 décembre 2012 – Brave
7. 8 octobre 2014 – Imperfection